# Karvia
Karvia es un municipio situado en la provincia de Satakunta, en Finlandia. Tiene una población estimada, a mediados de 2025, de 2162 habitantes.
Fue fundado en 1865.
Ocupa una superficie total de 519.90 km² de los cuales 17.68 km² están cubiertos de agua. La densidad de población es de 4.30/km².